# Andreas Gehlmann
Andreas Gehlmann (* 23. April 1974 in Sangerhausen) ist ein deutscher Politiker (AfD). Er war von 2016 bis 2021 Mitglied des Landtags von Sachsen-Anhalt.

## Biografie
Gehlmann absolvierte 1990 die Polytechnische Oberschule und schloss 1994 eine Ausbildung zum Industriemechaniker ab. Eine Fachschulausbildung zum Industriemeister beendete er im Jahr 2000 erfolgreich. Zwei Jahre später erlangte er die Hochschulreife und studierte Maschinenbau mit Abschluss zum Diplom-Ingenieur (FH) für Maschinenbau im Jahr 2007. Nach Abschluss des Studiums war er als Assistent der Geschäftsleitung angestellt. Von 2008 bis 2016 war er als Inbetriebsetzungsingenieur tätig.
Gehlmann ist seit 2013 verheiratet und hat zwei Kinder.

## Politik
2013 trat Gehlmann in die neue Partei Alternative für Deutschland (AfD) ein. Er gehört ihrem Kreisverband Mansfeld-Südharz an.
Bei der Landtagswahl in Sachsen-Anhalt 2016 zog er mit 30,3 Prozent der Erststimmen als Direktkandidat seiner Partei im Wahlkreis Sangerhausen (Wahlkreis 31) in den Landtag Sachsen-Anhalt ein. Er konnte sich dabei gegen den CDU-Fraktionschef im Landtag und stellvertretenden CDU-Landesvorsitzenden, André Schröder, durchsetzen. Bei der Landtagswahl 2021 hingegen unterlag er mit 26,9 Prozent dem CDU-Kandidaten Matthias Redlich, sodass er aus dem Landtag ausschied.
Gehlmann ist Mitglied des Kreistages des Landkreises Mansfeld-Südharz und des Stadtrates von Sangerhausen; in beiden Gremien ist er Vorsitzender der AfD-Fraktion. Im Jahr 2024 trat er für die AfD bei der Wahl des Oberbürgermeisters von Sangerhausen an, unterlag aber mit 39 % in der Stichwahl dem CDU-Kandidaten Torsten Schweiger (61 %).

## Positionen zur Homosexualität
Nach der Landtagsdebatte am 2. Juni 2016 über die Zustimmung des Landes Sachsen-Anhalt zum Asylkompromiss im Bundesrat sorgte ein Zwischenruf von Andreas Gehlmann für Aufmerksamkeit. In der Debatte hatte sich die Linken-Abgeordnete Henriette Quade folgendermaßen geäußert: „[...] bei konkreter Betrachtung [sind] die in Rede stehenden Länder [Marokko, Tunesien und Algerien] eben keineswegs sicher. Insbesondere für Homosexuelle ist die Sicherheitslage mehr als prekär. Sie ist verboten und in höchstem Maße tabuisiert. Wer Homosexualität offen auslebt, dem droht dafür eine Gefängnisstrafe.“
Während dieser Passage kam von Gehlmann folgender Zwischenruf: „Das sollten wir in Deutschland auch machen!“ Das Sitzungsprotokoll führt diese Äußerung nach dem letzten Satz von Quade auf und legt hierzu die Interpretation nahe, Gehlmann wolle Homosexuelle mit Gefängnis bedrohen.
In einer Pressemitteilung der AfD Sachsen-Anhalt vom 3. Juni 2016 hieß es, Gehlmann habe das bereits nach dem vorletzten Satz dieses Redeabschnittes von Quade geäußert. Weiterhin hieß es in der Pressemitteilung, dass ihr Fraktionsmitglied auch weiterhin „uneingeschränkt“ zu dieser Äußerung stehe, „da er Sittenverfall und sogar allgemein offen ausgelebte Sexualität scharf ablehnt“. Eine entsprechende Änderung des Protokolls wurde von Landtagspräsident Hardy Güssau abgelehnt; er habe keinen Zweifel, dass der Satz so gefallen sei.